# École pratique des hautes études
L'École pratique des hautes études (EPHE) è un'istituzione pubblica a carattere scientifico (grand établissement), inserita nel sistema francese di insegnamento superiore. Il suo fine istituzionale è quello di «formare alla pratica della ricerca fondamentale ed applicata».
Fondata nel 1868, l'EPHE si compone oggi di tre sezioni - Scienze della vita e della terra, Scienze storiche e filologiche, Scienze religiose - e dell'Istituto Europeo di Scienze delle religioni. È un'istituzione extra moenia, ospitata in varie università, istituti e centri di ricerca dislocati a Parigi - principalmente - ma anche in altre città della Francia, come Montpellier, Bordeaux, Marsiglia, Lione, Grenoble e Digione. La Scuola fa capo al Ministero competente sull'insegnamento superiore.

## Storia dell'EPHE
La scuola fu creata con decreto imperiale del 31 luglio 1868 su iniziativa di Victor Duruy, allora Ministro della pubblica istruzione, con lo scopo non solo di migliorare i mezzi di ricerca nelle università ma, ancor di più, di farne uno strumento privilegiato di formazione per tutti. La creazione di questa istituzione doveva dunque accompagnarsi a una riorganizzazione dei laboratori universitari secondo un doppio sistema di laboratori di insegnamento e laboratori di ricerca: i primi servivano a diffondere le scienze, gli altri ad assicurarne il progresso. Era un'epoca in cui i laboratori francesi cominciavano ad essere surclassati da quelli in funzione negli Stati Uniti, in Germania e nel Regno Unito, una circostanza che convinse l'imperatore Luigi Napoleone. Alla sua creazione, l'École pratique des hautes études fu divisa in quattro sezioni:
- Matematiche (I sezione), sotto la direzione di Joseph-Alfred Serret, Charles Briot et Victor Puiseux
- Fisica e chimica (II sezione), sotto la direzione di Antoine-Jérôme Balard, Charles Adolphe Würtz e Jules Jamin
- Scienze naturali e fisiologia (III sezione), sotto la direzione di Henri Milne Edwards, Joseph Decaisne et Claude Bernard
- Scienze storiche e filologiche (IV sezione)

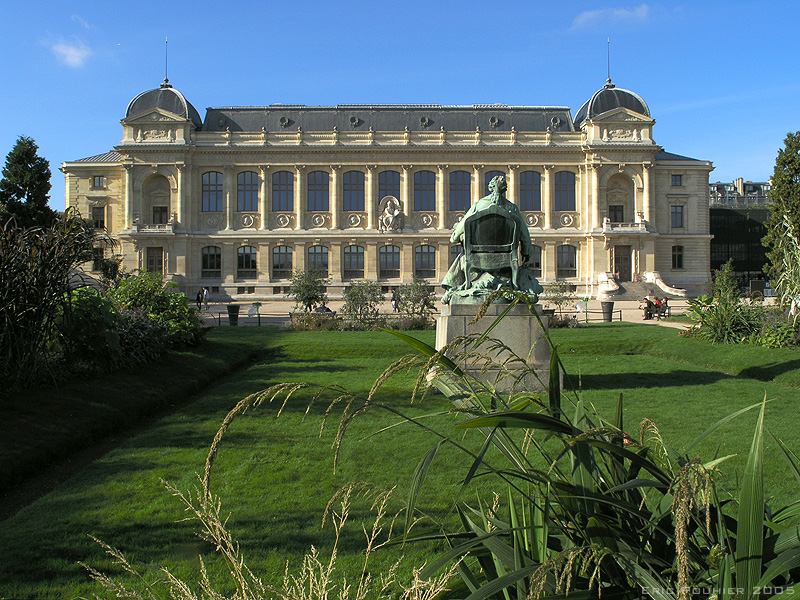
Il Museo nazionale di storia naturale di Francia accoglie fin dall'origine alcuni laboratori dell'EPHE...

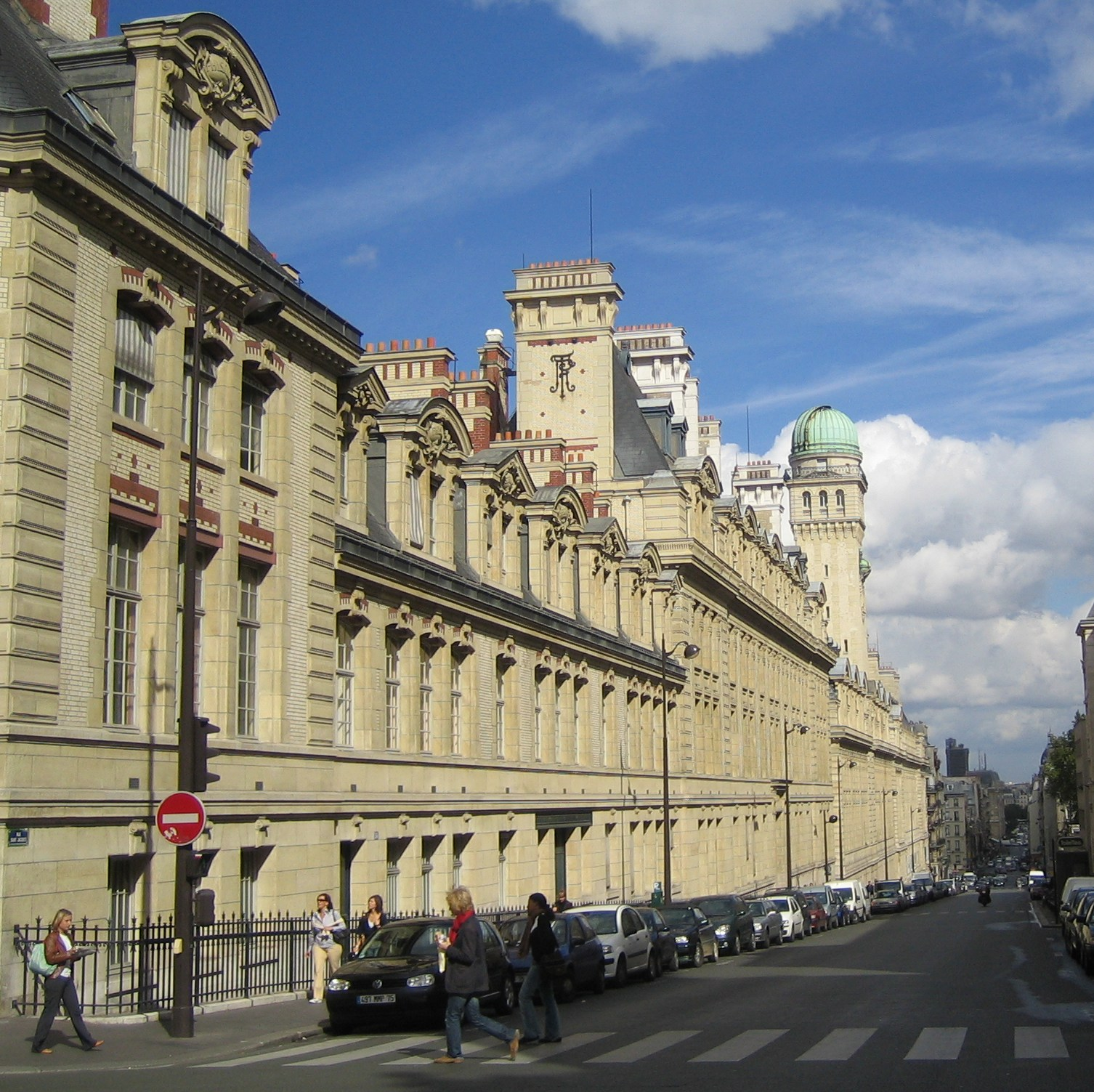
...così come la Sorbona.

L'École pratique des hautes études è concepita come una sovrastruttura amministrativa incaricata di distribuire dei fondi per la formazione e la ricerca avanzata. Essendo quindi una istituzione priva di sede propria, viene contemporaneamente lanciato un piano di accrescimento della Sorbona, del Museo nazionale di storia naturale di Francia e della Facoltà di medicina di Parigi, con lo scopo di fare spazio ai nuovi laboratori. La creazione dell'École pratique des hautes études s'ispirava al principio di mettere al primo posto i meriti derivanti da lavori concreti e dalla ricerca dottorale. Tuttavia, invece di agire direttamente sulle università, il potere creava un'istituzione supplementare con lo scopo di «Far avanzare la scienza, con un istituto di giovani d'élite, studiosi riconosciuti, che possiedono la vocazione per la scienza pura, e aspirano al titolo di scienziati». La nuova istituzione deve permettere di formare dei veri e propri insegnanti per l'università, fino ad allora provenienti principalmente dall'insegnamento secondario.
Alla sua apertura, sono 400 le persone che si candidano per l'accesso ai corsi liberi: 264 candidati sono infine ammessi alla frequenza, 37 nella I sezione, 75 nella II, 94 nella III, e 68 nella IV. La scuola, ai suoi esordi, propose 42 corsi, che divennero 60 dal 1872, di cui 15 nelle province. Nel 1872 si contano 20 laboratori di ricerca a Parigi, 8 in provincia, e 36 «laboratori» d'insegnamento a Parigi e 5 in provincia.
Nel 1869, con decreto del 30 gennaio, viene aggiunta alla scuola una nuova sezione di Scienze economiche, la VI, poi ribattezzata nel 1947 come «Scienze economiche e sociali». Nel 1886 fu aggiunta all'EPHE la sezione V di Scienze religiose.
Nel 1975, la sezione VI (Scienze economiche e sociali) viene resa autonoma, dando vita all'École des Hautes Études en Sciences Sociales (EHESS). Le prime due sezioni furono soppresse nel 1986 e annesse alle università e al CNRS.
La scuola, quindi, comprende attualmente tre sezioni e un istituto:
- Scienze delle vita e della terra (ex III sezione).
- Scienze storiche e filologiche (ex IV sezione).
- Scienze religiose (ex V sezione)
- L'Institut européen en sciences des religions (Istituto europeo di scienze delle religioni).

Le scienze umane sono insegnate a Parigi, nella sede della Sorbona. Le scienze della vita e della terra sono ripartite nell'insieme delle università che accolgono i laboratori. Dall'inizio degli anni 2000, la presidenza della scuola è insediata a Parigi, al numero 46 di rue de Lille. Da luglio 2008 l'EPHE fa parte delle istituzioni coinvolte nel progetto del Campus Condorcet, ubicato a nord di Parigi.

## Formazione
L'EPHE è un'istituzione di formazione superiore di rinomanza internazionale la cui missione originaria è di formare, mediante pratica diretta, alla ricerca di base e applicata in scienze della vita e della terra, in scienze storiche e filologiche, e in scienze religiose. La scuola raccoglie 240 figure di "insegnanti-ricercatori" (Enseignants-chercheurs) - 170 direttori di studi e 70 maîtres de conférences (assimilabili agli associati) legati a delle équipe, oltre che una trentina di titolari di un incarico di Allocation de recherche. Concepita come luogo privilegiato per l'avviamento e la formazione alla pratica della ricerca, di alto livello, l'EPHE si appoggia a un certo numero di Unità miste di ricerca legate al CNRS, a delle università, o a grandi organismi specializzati come l'Institut national de la santé et de la recherche médicale (INSERM) o l'Institut national de la recherche agronomique (INRA). All'inizio dei corsi nel 2006, l'EPHE accoglieva 3200 studenti e uditori iscritti, di cui il 32% è costituito da studenti stranieri.
Gli insegnamenti sono impartiti da ricercatori di alto livello scientifico. I corsi e i seminari sono accessibili a tutti, in particolare tanto quanto agli uditori liberi. L'istituto s'inscrive nell'ambito della Riforma LMD, nel contesto del processo di Bologna, dopo l'inizio dei corsi 2004. L'EPHE conferisce i suoi propri titoli (diplôme de l'EPHE, diplôme post-doctoral de l'EPHE), oltre che diplomi nazionali di secondo e terzo ciclo (master e dottorato); attribuisce inoltre l'abilitazione a direttore di ricerca (Habilitation à diriger des recherches - HDR).
L'EPHE intrattiene intensi interscambi con università e istituzioni di ricerca di varie parti del mondo, dando in particolare priorità alla cooperazione con i paesi del bacino del Mediterraneo e dell'Asia.

## Internazionalizzazione
L'EPHE è da sempre un'istituzione a vocazione internazionale ed europea. Nel 2018 ha attivato una convenzione con l'Università degli Studi della Basilicata, sede di Matera, per promuovere un corso di Laurea magistrale internazionale in Archeologia e Storia dell'Arte. Tale convenzione è stata creata successivamente ad intensi interscambi costituiti durante le missioni archeologiche nel territorio di Policoro. Tali ricerche furono dirette dall'archeologo francese Stéphane Verger e dall'archeologo italiano Massimo Osanna.

## Presidi
- 1886-1900: Albert Réville
- 1990-1994: Monique Adolphe
- 1994-1998: Bruno Neveu
- 1998-2002: Jean Baubérot
- 2002-2006: Marie-Françoise Courel
- 2006-2010: Jean-Claude Waquet